# Blaue Brücke (Mülheim an der Ruhr)

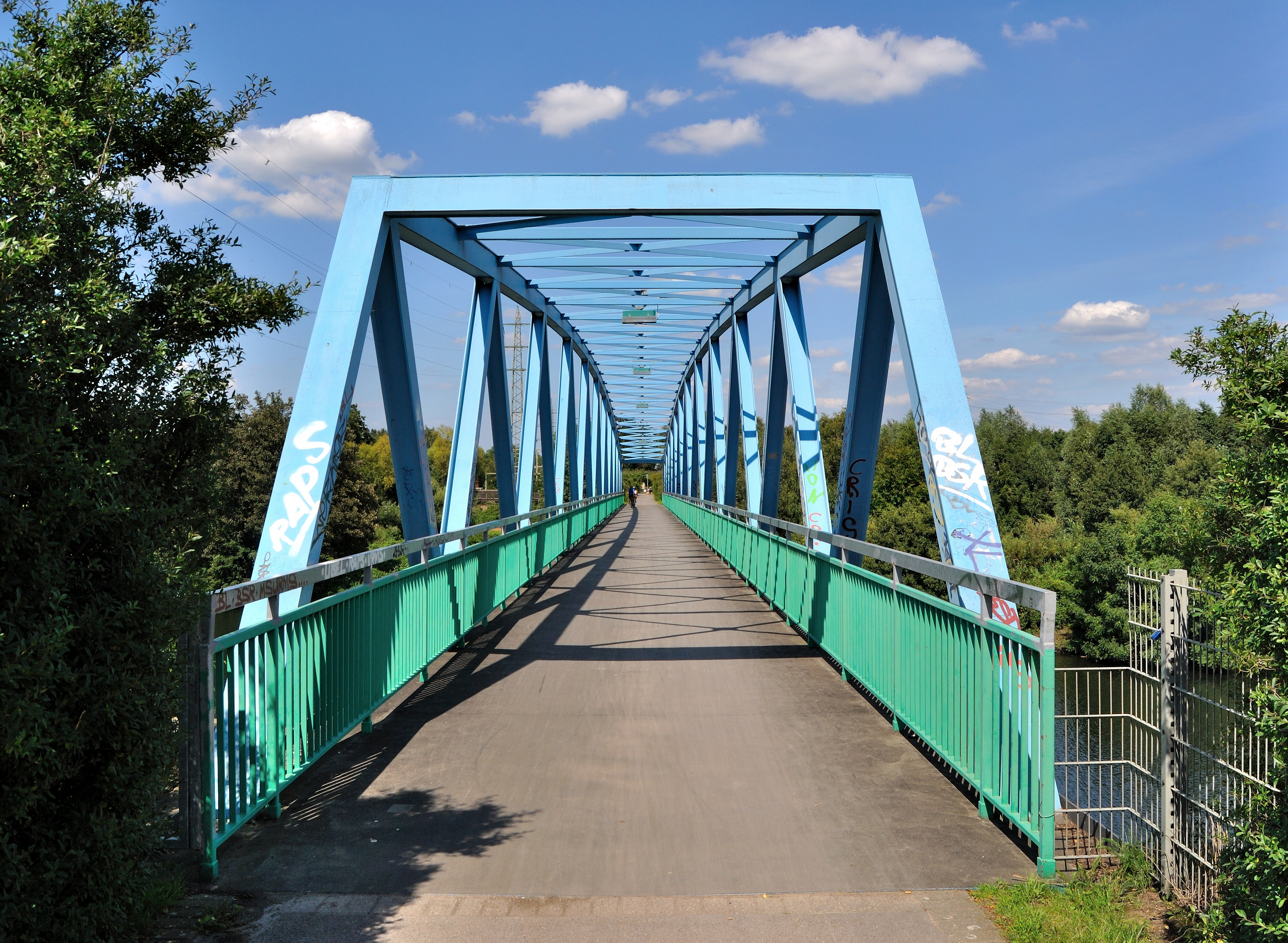
Blaue Brücke, 2008

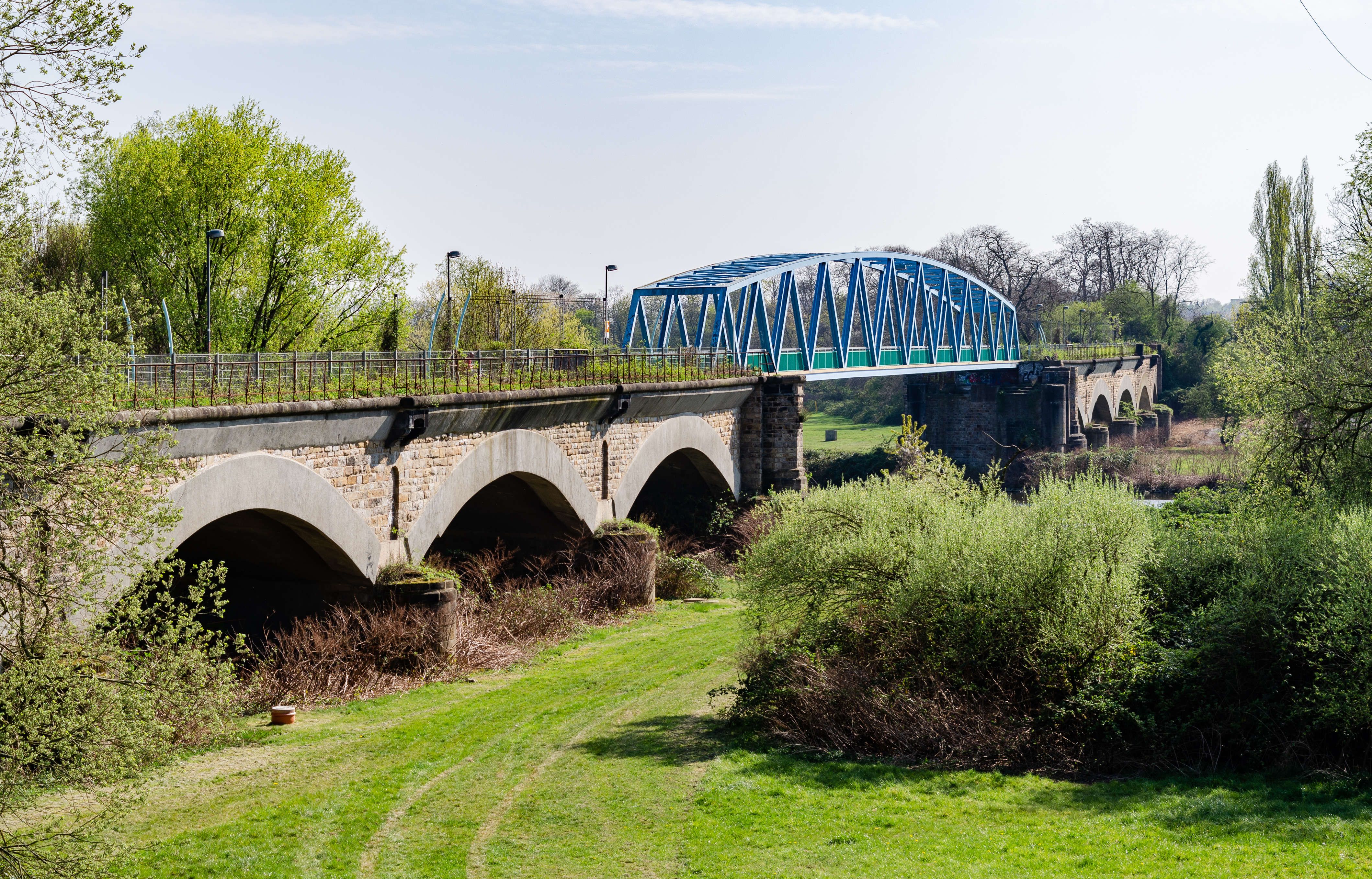
Blaue Brücke, 2020

Die Blaue Brücke, auch Styrumer Brücke genannt, ist eine ehemalige Eisenbahnbrücke und heutige Fuß- und Radwegbrücke zwischen den Mülheimer Ortsteilen Styrum und Broich. Über die Brücke führte bis 1973 die Untere Ruhrtalbahn. Die aktuelle Brücke aus dem Jahre 1991 liegt auf dem Naturlehrpfad längs der Ruhr vom Aquarius-Wassermuseum nach Schloss Broich, weiter ist sie Teil des Ruhrtalradwegs. 2021 ergab sich ein Sanierungsbedarf, der nicht zur Brückensperrung führte.